# Aleksandar Živković (football, 1912)
Pour l’article homonyme, voir Aleksandar Živković.
Aleksandar Živković, né le 25 décembre 1912 à Orašje (Autriche-Hongrie) et mort le à 25 février 2000 à Zagreb, est un joueur de football croate, international yougoslave.

## Carrière
En club, Živković évolue pour les clubs du Concordia Zagreb et du Građanski Zagreb, part en Suisse au Grasshopper Club Zurich puis en France, au RC Paris, avec lequel il remporte le championnat de France en 1936, au CA Paris et au FC Sochaux-Montbéliard.
Il est l'un des buteurs les plus efficaces du championnat de Yougoslavie. Après avoir boycotté la Coupe du monde 1930 avec d'autres joueurs croates, il est sélectionné à quinze reprises en équipe de Yougoslavie, pour laquelle il marque quinze buts, puis une fois en équipe de Croatie en 1940. 
Pendant la Seconde Guerre mondiale, Živković est diplomate de l'État indépendant de Croatie. Il doit par conséquent quitter la Yougoslavie communiste d'après-guerre et part en Afrique du Sud en 1945 et y reste jusqu'en 1993. Il rentre alors en Croatie, nouvellement indépendante, et meurt à Zagreb en 2000.